# Shadows of the Past
Shadows of the Past – debiutancki album muzyczny fińskiej grupy metalowej Sentenced, wydany w 1991 roku przez wytwórnię Thrash Records. Album został ponownie wydany w 1995 roku przez Century Media Records, zawierając również demo. Album ten wyróżnia się na tle pozostałych wydawnictw tej grupy, ponieważ w późniejszym okresie muzycy zajmowali się lżejszymi gatunkami metalu.

## Twórcy
- Miika Tenkula - gitara wiodąca, śpiew
- Sami Lopakka - gitara
- Taneli Jarva - gitara basowa
- Vesa Ranta - perkusja

## Lista utworów
| Nr | Tytuł utworu                       | Słowa             | Muzyka              | Długość |
| -- | ---------------------------------- | ----------------- | ------------------- | ------- |
| 1. | „When the Moment of Death Arrives” | Taneli Jarva      | Miika Tenkula       | 6:05    |
| 2. | „Rot to Dead”                      | Jarva             | Tenkula             | 3:44    |
| 3. | „Disengagement”                    | Sami Lopakka      | Lopakka, Tenkula    | 5:18    |
| 4. | „Rotting Ways to Misery”           | Lopakka           | Tenkula             | 5:50    |
| 5. | „The Truth”                        | Lopakka           | Tenkula             | 6:23    |
| 6. | „Suffocated Beginning of Life”     | Lopakka           | Tenkula             | 6:07    |
| 7. | „Beyond the Distant Valleys”       | Korhonen, Lopakka | Lopakka, Tenkula    | 5:59    |
| 8. | „Under the Suffer”                 | Jarva             | Tenkula             | 5:19    |
| 9. | „Descending Curtain of Death”      | Tenkula           | Vesa Ranta, Tenkula | 5:50    |
|    |                                    |                   |                     | 50:35   |

| Reedycja | Reedycja                                                             | Reedycja          | Reedycja            | Reedycja |
| Nr       | Tytuł utworu                                                         | Słowa             | Muzyka              | Długość  |
| -------- | -------------------------------------------------------------------- | ----------------- | ------------------- | -------- |
| 1.       | „When the Moment of Death Arrives”                                   | Taneli Jarva      | Miika Tenkula       | 6:05     |
| 2.       | „Rot to Dead”                                                        | Jarva             | Tenkula             | 3:44     |
| 3.       | „Disengagement”                                                      | Sami Lopakka      | Lopakka, Tenkula    | 5:18     |
| 4.       | „Rotting Ways to Misery”                                             | Lopakka           | Tenkula             | 5:50     |
| 5.       | „The Truth”                                                          | Lopakka           | Tenkula             | 6:23     |
| 6.       | „Suffocated Beginning of Life”                                       | Lopakka           | Tenkula             | 6:07     |
| 7.       | „Beyond the Distant Valleys”                                         | Korhonen, Lopakka | Lopakka, Tenkula    | 5:59     |
| 8.       | „Under the Suffer”                                                   | Jarva             | Tenkula             | 5:19     |
| 9.       | „Descending Curtain of Death”                                        | Tenkula           | Vesa Ranta, Tenkula | 5:50     |
| 10.      | „Wings”                                                              | Lopakka           | Tenkula             | 5:08     |
| 11.      | „In Memoriam”                                                        | Jarva             | Tenkula             | 5:26     |
| 12.      | „Mythic Silence (as They Wander in the Mist)” (utwór instrumentalny) |                   | Lopakka, Tenkula    | 4:14     |
|          |                                                                      |                   |                     | 1:05:23  |